# Olympische Sommerspiele 1968/Teilnehmer (Sudan)
| Gelbes Symbol für Goldmedaillen mit stilisierten Olympischen Ringen | Graues Symbol für Silbermedaillen mit stilisierten Olympischen Ringen | Braundes Symbol für Bronzemedaillen mit stilisierten Olympischen Ringen |
| ------------------------------------------------------------------- | --------------------------------------------------------------------- | ----------------------------------------------------------------------- |
| —                                                                   | —                                                                     | —                                                                       |

Der Sudan nahm an den Olympischen Sommerspielen 1968 im mexikanischen Mexiko-Stadt mit einer Delegation von fünf männlichen Sportlern an sieben Wettbewerben in zwei Sportarten teil.
Es war die zweite Teilnahme des Sudan an Olympischen Sommerspielen.

## Teilnehmer nach Sportarten

### Boxen
- Sayed Abdel Gadir
  - Leichtgewicht

Rang 17
Runde eins: Sieg nach Punkten gegen Eugenio Febus aus Puerto Rico (5:0 Runden, 298:287 Punkte – 60:58, 58:57, 60:58, 60:57, 60:57)
Runde zwei: Punktniederlage gegen Pedro Agüero aus Argentinien (0:5 Runden, 287:298 Punkte – 57:60, 57:60, 58:60, 57:59, 58:59)

- Hwad Ibrahim Abdel Hamid
  - Federgewicht

Rang 17
Runde eins: Punktniederlage gegen Antonio Roldán aus Mexiko (0:5 Runden, 273:294 Punkte – 55:60, 56:60, 56:59, 55:60, 51:60)

- Abdel Wahab Abdullah Salih
  - Halbmittelgewicht

Rang 17
Runde eins: Punktniederlage gegen Prince Amartey aus Ghana (1:4 Runden, 288:296 Punkte – 60:59, 56:59, 57:59, 57:60, 58:59)

### Leichtathletik
100 m
- Ibrahim Saad Abdel Galil
Vorläufe: in Lauf 7 (Rang 8) mit 11,0 s (handgestoppt) bzw. 11,09 (elektronisch) nicht für das Viertelfinale qualifiziert

- Morgan Gesmalla
Vorläufe: in Lauf 8 (Rang 4)  nicht für das Viertelfinale qualifiziert

200 m
- Morgan Gesmalla
Vorläufe: in Lauf 3 (Rang 7) mit 22,6 s (handgestoppt) bzw. 22,70 (elektronisch) nicht für das Viertelfinale qualifiziert

400 m
- Angelo Hussein
Vorläufe: in Lauf 2 (Rang 5) mit 47,7 s (handgestoppt) bzw. 47,80 s (elektronisch) nicht für das Viertelfinale qualifiziert

800 m
- Angelo Hussein
Vorläufe: in Lauf 5 (Rang 6) mit 1:53,4 Minuten (handgestoppt) bzw. 1:53,43 min (elektronisch) nicht für das Halbfinale qualifiziert